# Simon de Burley
Simon de Burley (zm. 1388) – angielski szlachcic, jedna z najbardziej wpływowych postaci na dworze króla Ryszarda II. Był synem Johna Burleya of Birley, rycerza z Hertfordshire.
Burley wychowywał się razem z Czarnym Księciem i stał się później jego towarzyszem na wojnie. Został również wychowawcą syna księcia, późniejszego króla Ryszarda II. Kiedy wychowanek Burleya objął tron w 1377 r. wyznaczył nauczycielowi roczną pensję w wysokości 100 funtów. W tym samym roku Burley został nadzorcą królewskich sokołów oraz dożywotnim konstablem zamku Windsor. W 1381 r. został kawalerem Orderu Podwiązki. W 1382 r. został dożywotnim podszambelanem dworu królewskiego. W 1384 r. został konstablem zamku Dover i lordem strażnikiem Pięciu Portów z pensją roczną w wysokości 300 funtów. O pozycji Burleya na dworze królewskim świadczy fakt, że matka Ryszarda II, Joanna z Kentu, wyznaczyła Burleya na wykonawcę swojego testamentu.
Kariera Burleya załamała się w 1388 r., kiedy Bezlitosny Parlament, złożony głównie z przeciwników króla, oskarżył wszystkich jego faworytów o zdradę i skazał na śmierć. Nie pomogło mu całkiem spore poparcie jakim cieszył się w Izbie Lordów. Izba Gmin była jednak nieprzejednana i Burley został ścięty w 1388 r. Miał żonę i dzieci, ale żadne z nich nie przeżyło ojca.